# 下沉年代
《下沉年代》是美国记者、作家乔治·帕克创作的非小说，以几位普通美国人在1978年至2012年的经历来反映这一时期的美国历史，获得2013年度的美國國家圖書獎非小说奖和美国国家书评人协会奖。